# سلیم سنت هلن
سلیم سنا هلن (نام علمی: Charadrius sanctaehelenae) نام یک گونه از سرده سلیم‌های طوق‌دار است.